# سلمي (كارولاينا الشمالية)
سلمي (بالإنجليزية: Selma town, North Carolina)‏ هي بلدة تقع بولاية كارولاينا الشمالية في الولايات المتحدة. تبلغ مساحتها 12.43 كم2، وترتفع عن سطح البحر 53 م، بلغ عدد سكانها 6,073 نسمة في عام 2010 حسب إحصاء مكتب تعداد الولايات المتحدة وتصل الكثافة السكانية فيها 488.6 نسمة لكل كيلومتر مربع (1,265.5/ميل2).

## التركيبة السكانية
حدّد مكتب تعداد الولايات المتحدة بيانات التركيبة السكانية لسلمي في تعداد الولايات المتحدة. في ما يلي، التركيبة السكانية حسب تعدادي 2000 و2010.

### تعداد عام 2000
بلغ عدد سكان سلمي 5,914 نسمة بحسب تعداد عام 2000، وبلغ عدد الأسر 2,254 أسرة وعدد العائلات 1,482 عائلة مقيمة في البلدة. في حين سجلت الكثافة السكانية 475.8 نسمة لكل كيلومتر مربع (1,232.3/ميل2). وبلغ عدد الوحدات السكنية 2,515 وحدة بمتوسط كثافة قدره 202.3 لكل كيلومتر مربع (524.0/ميل2).
وتوزع التركيب العرقي للبلدة بنسبة 47.09% من البيض و40.33% من الأمريكيين الأفارقة و0.57% من الأمريكيين الأصليين و0.19% من الأمريكيين ذوي الأصول الآسيوية و0.08% من سكان جزر المحيط الهادئ و9.89% من الأعراق الأخرى و1.84% من عرقين مختلطين أو أكثر و19.02% من الهسبانيون أو اللاتينيون من أي عرق.
بلغ عدد الأسر 2,254 أسرة كانت نسبة 38.1% منها لديها أطفال تحت سن الثامنة عشر تعيش معهم، وبلغت نسبة الأزواج القاطنين مع بعضهم البعض 38.1% من أصل المجموع الكلي للأسر، ونسبة 21.3% من الأسر كان لديها معيلات من الإناث دون وجود شريك، بينما كانت نسبة 6.4% من الأسر لديها معيلون من الذكور دون وجود شريكة وكانت نسبة 34.3% من غير العائلات. تألفت نسبة 28.7% من أصل جميع الأسر من عدة أفراد يعيشون في نفس المنزل ونسبة 11.8% كانت تتألف من شخص يعيش بمفرده يبلغ من العمر 65 عاماً أو أكثر. وبلغ متوسط حجم الأسرة المعيشية 2.61، أما متوسط حجم العائلات فبلغ 3.17.
بلغ العمر الوسطي للسكان 31.2 عاماً. وكانت نسبة 27.6% من القاطنين تحت سن الثامنة عشر، وكانت نسبة 11.5% بين الثامنة عشر والرابعة والعشرين عاماً، ونسبة 28.6% كانت واقعةً في الفئة العمرية ما بين الخامسة والعشرين والرابعة والأربعين عاماً، ونسبة 20.4% كانت ما بين الخامسة والأربعين والرابعة والستين، ونسبة 11.5% كانت ضمن فئة الخامسة والستين عاماً فما فوق. يوجد لكل 100 أنثى 94.3 ذكر، ويوجد لكل 100 أنثى في الثامنة عشر من عمرها فما فوق 89.1 ذكر.
بلغ متوسط دخل الأسرة في البلدة 23,856 دولارًا، أما متوسط دخل العائلة فبلغ 32,430 دولارًا. وكان متوسط دخل الذكور 26,886 دولارًا مقابل 21,453 دولارًا للإناث. وسجل دخل الفرد الخاص بالبلدة 12,101 دولارًا. وكانت نسبة 23.1% من العائلات ونسبة 30% من السكان تحت خط الفقر، وكان من هؤلاء نسبة 47.1% تحت سن الثامنة عشر ونسبة 22.1% في الخامسة والستين من العمر وما فوق.

### تعداد عام 2010
بلغ عدد سكان سلمي 6,073 نسمة بحسب تعداد عام 2010، وبلغ عدد الأسر 2,215 أسرة وعدد العائلات 1,444 عائلة مقيمة في البلدة. في حين سجلت الكثافة السكانية 488.6 نسمة لكل كيلومتر مربع (1,265.5/ميل2). وبلغ عدد الوحدات السكنية 2,590 وحدة بمتوسط كثافة قدره 208.4 لكل كيلومتر مربع (539.8/ميل2).
وتوزع التركيب العرقي للبلدة بنسبة 38.79% من البيض و37.25% من الأمريكيين الأفارقة و0.48% من الأمريكيين الأصليين و0.18% من الأمريكيين ذوي الأصول الآسيوية و0.10% من سكان جزر المحيط الهادئ و20.34% من الأعراق الأخرى و2.87% من عرقين مختلطين أو أكثر و34.83% من الهسبانيون أو اللاتينيون من أي عرق.
بلغ عدد الأسر 2,215 أسرة كانت نسبة 39.7% منها لديها أطفال تحت سن الثامنة عشر تعيش معهم، وبلغت نسبة الأزواج القاطنين مع بعضهم البعض 33.2% من أصل المجموع الكلي للأسر، ونسبة 25% من الأسر كان لديها معيلات من الإناث دون وجود شريك، بينما كانت نسبة 7% من الأسر لديها معيلون من الذكور دون وجود شريكة وكانت نسبة 34.8% من غير العائلات. تألفت نسبة 28.6% من أصل جميع الأسر من عدة أفراد يعيشون في نفس المنزل ونسبة 11.1% كانت تتألف من شخص يعيش بمفرده يبلغ من العمر 65 عاماً أو أكثر. وبلغ متوسط حجم الأسرة المعيشية 2.74، أما متوسط حجم العائلات فبلغ 3.34.
بلغ العمر الوسطي للسكان 31.8 عاماً. وكانت نسبة 29.8% من القاطنين تحت سن الثامنة عشر، وكانت نسبة 10.1% بين الثامنة عشر والرابعة والعشرين عاماً، ونسبة 27.9% كانت واقعةً في الفئة العمرية ما بين الخامسة والعشرين والرابعة والأربعين عاماً، ونسبة 21.6% كانت ما بين الخامسة والأربعين والرابعة والستين، ونسبة 10.6% كانت ضمن فئة الخامسة والستين عاماً فما فوق. وتوزع التركيب الجنسي للسكان بنسبة 48.1% ذكور و51.9% إناث.

## وصلات خارجية
- الموقع الرسمي